# Pier Paolo Mastrilli
Pier Paolo Mastrilli (Rosarno, 26 giugno 1652 – Mottola, 7 aprile 1713) è stato un vescovo cattolico italiano.

## Biografia
Pier Paolo Mastrilli nacque a Rosarno il 26 giugno 1652. Fu ordinato presbitero il 19 settembre 1676. Il 26 novembre 1703 ricevette da papa Clemente XI la nomina a vescovo di Mottola, ove rimase fino alla sua morte, avvenuta il 7 aprile 1713.